# Johann Christian Selter

Grundriss von Berlin, 1811

Johann Christian (Jean Chrétien) Selter (* 1767 in Hadmersleben; † 9. Januar 1826 in Berlin) war ein deutscher Lehrer und Kartograph in Berlin.

## Leben und Wirken
Johann Christian Selter stammte aus Hadmersleben bei Magdeburg. Seit 1789 war er als Deutschlehrer (Lehrer des deutschen Styls) an der Militärakademie (académie militaire) in Berlin tätig. Um 1797 kaufte er sich ein Haus in der Friedrichstraße 226, in dem er bis zu seinem Lebensende lebte. In den 1820er Jahren bezeichnete er sich auch als Professor, und so steht er 1826 auch im Kirchenbuch.
Johann Christian Selter war seit 1794 mit der Berlinerin Anne Charlotte Ponge verheiratet, die bis zu ihrem Tode 1845 das Haus Friedrichstraße 226 weiter bewohnte.
Johann Christian Selter zeichnete einen Grundriss von Berlin, den er 1804 fertigstellte, und von dem 1811, 1826 und 1846 erweiterte Fassungen hergestellt wurden.